# أحمد الهرمي
أحمد الهرمي (19 ديسمبر 1975 -)، مغني وملحن وموزع موسيقي بحريني.

## المشوار الفني
بدأ مشواره الفني كعازف موسيقي على آلة العود وبدأ في الغناء عام 1995 في أول أغنية له «استعذبك» من كلمات الشاعر فيصل الدويسان والحان احمد حمدان وإنتاج مروان أبوالغنم شركة ميلودي للإنتاج الفني وبعدها تم إنتاج عدة البومات. تربط الفنان احمد الهرمي والمنتج مروان أبو الغنم علاقة صداقة حميمة. وكان اخر الإنتاجات أغنية مشتاقلك موت من كلمات نسرين محمد والحان احمد الهرمي وتم تصوير الأغنية في تركيا من إخراج حسين دعيبس. كما يرتبط الفنان أحمد الهرمي بصداقة حميمة مع الفنان راشد الماجد وقد لحن للفنان راشد الماجد عدداً كبيراً من الأغاني الخاصة والرسمية.

## الألبومات الرسمية
- قيثارة ميوزك بوكس 1 (مع الفنان فرج غانم).
- قيثارة ميوزك بوكس 2 (مع الفنان فرج غانم).
- قيثارة ميوزك بوكس 3 (مع الفنان فرج غانم).
- قيثارة ميوزك بوكس 4 (مع الفنان فرج غانم).
- رومانسيات.
- هين.
- شكرا.
- مشتاق لك موت.

## ألحانه
مع الفنانة أصالة
. جيتني مكسور

### مع الفنانراشد الماجد
- بلا حب
- سقاني
- كثر السنين
- مستريح البال
- نور عيني
- توصي شيء
- لك بعد عين
- تجرحي
- سلام عليهم
- متكبر علينا
- نسيناكم
- تنحط على الجرح
- ساعات
- صابر
- عشان الحب
- قهر
- ليل المحبة
- ألف رحمة
- تحس توك
- شيلي الطرحة
- تمر أيام
- منك منقهر
- نبع الحب
- يا حب أفهم
- الخسران
- عيد النظر
- ولهان

مع الفنان ماجد المهندس
- تناديك
- عطشان
- رفوف الذكريات
- محلا اللقى
- يهزك الشوق
- هتان

### مع الفنانةأروى
- انته عارفني
- مسكين
- ما تستاهل

### مع الفنانأصيل أبو بكر
- أهواك
- إيه أحبك
- بذمتك
- غابو
- ما تغيرنا
- 2008 : نصي الثاني، كلمات : العاني، توزيع : سيروس
- 2008 : يا صاح، كلمات : العاني، توزيع : سيروس

### مع الفنانعبدالمجيد عبدالله
- الخطايا عشر
- ماني قدك أنا
- أطيح واقف
- هانت عليك
- من مثلك
- تتنفسك دنياي

### مع الفنانرابح صقر
- خلاص